# Teiu
Teiu (ros. Тея) – wieś w Mołdawii (Naddniestrzu), w rejonie Grigoriopol, siedziba gminy o tej samej nazwie.  W 2004 roku liczyła 1928 mieszkańców.

## Położenie
Miejscowość znajduje się na lewym brzegu Dniestru, pod faktyczną administracją Naddniestrza, w odległości 33 km od Grigoriopola i 72 km od Kiszyniowa.

## Historia
Wieś została po raz pierwszy wspomniana w 1711 roku. W okresie sowieckim w miejscowości mieścił się kołchoz Patria. W tym czasie we wsi otwarto 8-letnią szkołę, klub z instalacją kinową, bibliotekę, warsztaty pomocy społecznej, pocztę, przedszkole, sklep oraz kawiarnię.

## Demografia
Według danych spisu powszechnego w Naddniestrzu w 2004 roku wieś liczyła 1928 mieszkańców, z czego większość, 1900 osób, stanowili Mołdawianie.